# Condado de Bowman
O Condado de Bowman é um dos 53 condados do estado norte-americano da Dakota do Norte. A sede do condado é Bowman, e sua maior cidade é Bowman. O condado possui uma área de 3 022 km² (dos quais 13 km² estão cobertos por água), uma população de 3 242 habitantes, e uma densidade populacional de 1 hab/km² (segundo o censo nacional de 2000).